# Tende (Alpes-Maritimes)
Pour les articles homonymes, voir Tende et Tenda.
Tende (prononcer [tɑ̃d]; Tenda en italien, niçois, occitan, piémontais, brigasque et ligure) est une commune française située dans le département des Alpes-Maritimes, en région Provence-Alpes-Côte d'Azur.
Partie de la province de Coni (Italie) jusqu'après la Seconde Guerre mondiale, Tende est rattachée à la France en septembre 1947, à la suite du traité de Paris et après consultation des habitants. Par une loi du 15 septembre 1947, entrée en vigueur le 17 septembre 1947, la commune de Tende est créée « à partir d'une partie étrangère » ; le code Insee 06163 ne correspond donc pas à l'ordre alphabétique. Ses habitants sont appelés les Tendasques.

## Géographie

### Localisation
La commune de Tende est la plus vaste du département des Alpes-Maritimes. Elle est située à 6 km de La Brigue et de 16 km du tunnel routier du col de Tende à la frontière italienne.
Près d'un tiers de la commune est inclus dans le Parc national du Mercantour.

### Écarts et lieux-dits
- Castérino ;  Granile[2] ; Les Mesches ; Saint-Dalmas-de-Tende (it) ; Viévola (localement et historiquement, Vievura).

### Géologie et relief
La frontière italienne limite le nord et l'est du territoire de la commune par une ligne de sommets élevés (plus de vingt sommets dépassant 2 000 m, culminant aux cimes de l'Agnel, 2 852 m, avec la brèche du col de Tende à 1 871 m).
La partie occidentale de la vallée de la Roya est pratiquement occupée par l'ensemble dit de la « vallée des Merveilles » et du massif du mont Bégo (voir ci-après).
À l'est, les massifs rocheux décroissent des crêtes italiennes (plus de 2 000 m) à la vallée (environ 1 000 m). On peut y admirer de magnifiques forêts de mélèzes (implantés[pas clair]).
La commune se compose de 77,34 hectares de territoires artificialisés (0,44 %), 84,83 hectares de territoires agricoles (0,48 %), 17 506,58 hectares de forêts et milieux semi-naturels (98,79 %) et 52,56 hectares de surfaces en eau (0,30 %).
Espaces naturels :
- Deux espaces protégés hors Natura 2000 :

Mercantour,
Mercantour [Aire D'Adhésion].
- Trois espaces protégés Natura 2000 :

Le Mercantour, zone SIC,
Mont Chajol, zone SIC,
Le Mercantour, zone ZPS.
- Neuf zones naturelles d'intérêt écologique, faunistique et floristique (Znieff) :

Bassin de la Roya,
Vallon du Réfréi et versant rive gauche de la Roya en amont de Tende,
Marguareis - Col de Tende
Chaînons frontaliers de la cime de Vélègue à la tête de Marta,
Gorges de la Roya,
Vallon de Caramagne - Mont Chajol - Mont Agnelino,
Mercantour, de la vallée des Merveilles à la Haute Tinée,
Mercantour cristallin de la Valmasque à la tête du Claus
Mont Bego.
- 2 Sites bioarchéologiques :

Pia Rueo (la),
Mont Bego.

### Catastrophes naturelles - Sismicité
19 événements ont été recensés sur la commune depuis 1982 et le Document d'information communal sur les risques majeurs (DICRIM) et un plan de prévention des risques (PPR) « risque d'avalanche » ont été réalisés sur un certain nombre de communes du département des Alpes-Maritimes et notamment pour la commune de Tende.
Le 2 octobre 2020, de nombreux villages des diverses vallées des Alpes-Maritimes (Breil-sur-Roya, Fontan, Roquebillière, St-Martin-Vésubie et Tende) sont fortement touchés par un épisode méditerranéen de grande ampleur. Certains hameaux de la commune restent inaccessibles jusqu'à plus d'une semaine après la catastrophe et l'électricité n'a été rétablie que vers le 20 octobre. L'arrêté du 7 octobre 2020 portant reconnaissance de l'état de catastrophe naturelle a identifié 55 communes, dont Tende, au titre des « inondations et coulées de boue du 2 au 3 octobre 2020 ».
La commune se trouve dans une zone de sismicité moyenne,.

### Hydrographie et les eaux souterraines
Cours d'eau sur la commune ou à son aval, :
- La haute Vallée de la Roya reçoit à Tende son affluent, le Réfréi[30], et coupe en son milieu nord-sud l'immense territoire rectangulaire de montagne et de haute montagne, orienté est-ouest ;
- fleuve côtier la Roya ;
- vallons de Lamentargue, de Fontanalba, de la Minière, de Groa, de Bergue, du Refrei[31] ;
- riou de Coué ;
- torrent la Lévensa ;
- ruisseaux de Cabane, des Conques, de Durmiose, du Gat, de Mouga, du Taupé, Profond de Rorf ;
- 23 lacs[32].

Stations d'épuration : 
- Tende dispose de la station d'épuration d'une capacité de 1 000 équivalent-habitants[34].
- Station d'épuration Tende - Castérino d'une capacité de 200 équivalent-habitants[35]..

### Climat
Pour des articles plus généraux, voir Climat de Provence-Alpes-Côte d'Azur et Climat des Alpes-Maritimes.
En 2010, le climat de la commune est de type climat des marges montargnardes, selon une étude du Centre national de la recherche scientifique s'appuyant sur une série de données couvrant la période 1971-2000. En 2020, Météo-France publie une typologie des climats de la France métropolitaine dans laquelle la commune est exposée à un climat de montagne ou de marges de montagne et est dans la région climatique  Var, Alpes-Maritimes, caractérisée par une pluviométrie abondante en automne et en hiver (250 à 300 mm en automne), un très bon ensoleillement en été (fraction d’insolation > 75 %), un hiver doux (8 °C) et peu de brouillards. 
Pour la période 1971-2000, la température annuelle moyenne est de 10,6 °C, avec une amplitude thermique annuelle de 16,9 °C. Le cumul annuel moyen de précipitations est de 998 mm, avec 5,8 jours de précipitations en janvier et 6,6 jours en juillet. Pour la période 1991-2020, la température moyenne annuelle observée sur la station météorologique installée sur la commune est de 12,0 °C et le cumul annuel moyen de précipitations est de 1 048,1 mm. 
La température maximale relevée sur cette station est de 39,3 °C, atteinte le 28 juin 2019 ; la température minimale est de −10,2 °C, atteinte le 28 février 2018,,. 
| Mois                                  | jan.          | fév.           | mars          | avril         | mai            | juin          | jui.           | août           | sep.          | oct.          | nov.          | déc.          | année      |
| ------------------------------------- | ------------- | -------------- | ------------- | ------------- | -------------- | ------------- | -------------- | -------------- | ------------- | ------------- | ------------- | ------------- | ---------- |
| Température minimale moyenne (°C)     | −0,6          | −0,1           | 2,3           | 5,1           | 8,5            | 11,8          | 13,9           | 13,8           | 10,5          | 7,4           | 3,5           | 0,4           | 6,4        |
| Température moyenne (°C)              | 4,3           | 5,2            | 8             | 10,6          | 14,4           | 18,2          | 20,6           | 20,6           | 16,7          | 12,8          | 8,2           | 4,9           | 12         |
| Température maximale moyenne (°C)     | 9,1           | 10,5           | 13,6          | 16,1          | 20,3           | 24,5          | 27,2           | 27,4           | 22,8          | 18,2          | 12,9          | 9,4           | 17,7       |
| Record de froid (°C) date du record   | −8 02.01.02   | −10,2 28.02.18 | −8,6 02.03.05 | −3 14.04.1998 | 0,7 09.05.1997 | 4,7 03.06.06  | 6,7 13.07.1993 | 6,1 30.08.1993 | 2 27.09.20    | −0,6 26.10.03 | −5,1 27.11.10 | −9 29.12.1996 | −10,2 2018 |
| Record de chaleur (°C) date du record | 21,3 28.01.08 | 22 04.02.23    | 24,1 12.03.12 | 29 09.04.11   | 31,5 24.05.09  | 39,3 28.06.19 | 35 19.07.23    | 35,5 03.08.17  | 31,3 04.09.09 | 29,2 08.10.23 | 22 03.11.13   | 19,3 03.12.13 | 39,3 2019  |
| Précipitations (mm)                   | 82,1          | 53,1           | 59,9          | 93,9          | 78,3           | 63,7          | 48,5           | 56,7           | 91,1          | 153           | 165,3         | 102,5         | 1 048,1    |

| Diagramme climatique                                  |              |             |             |             |              |              |              |              |            |              |             |
| J                                                     | F            | M           | A           | M           | J            | J            | A            | S            | O          | N            | D           |
| 9,1−0,682,1                                           | 10,5−0,153,1 | 13,62,359,9 | 16,15,193,9 | 20,38,578,3 | 24,511,863,7 | 27,213,948,5 | 27,413,856,7 | 22,810,591,1 | 18,27,4153 | 12,93,5165,3 | 9,40,4102,5 |
| Moyennes : • Temp. maxi et mini °C • Précipitation mm |              |             |             |             |              |              |              |              |            |              |             |

Les paramètres climatiques de la commune ont été estimés pour le milieu du siècle (2041-2070) selon différents scénarios d'émission de gaz à effet de serre à partir des nouvelles projections climatiques de référence DRIAS-2020. Ils sont consultables sur un site dédié publié par Météo-France en novembre 2022.

### Voies de communications et transports

#### Voies routières
Le principal axe de communication de la vallée de la Roya est la départementale D6204 (ex N204), qui permet l'accès à Tende par le sud (Vintimille), par le sud-ouest (par Nice via Sospel et le col de Brouis), et par le nord (Coni).

#### Transports en commun
- Transport en Provence-Alpes-Côte d'Azur

La commune de Tende possède trois gares de chemin de fer (Gare de Viévola, Gare de Tende, Gare de Saint-Dalmas-de-Tende).
Tende est desservie par la ligne internationale Nice - Coni (gestion mixte SNCF et Ferrovie dello Stato Italiane, avec un embranchement vers Vintimille à Breil). Le matériel roulant est français sur le segment Nice - Breil, italien sur le trajet Vintimille - Breil et mixte sur le segment Breil - Tende - Coni.
Saint-Dalmas-de-Tende est desservie par des trains TER PACA qui effectuent des missions entre les gares de Nice-Ville et celle de Tende. Elle est également desservie par des trains italiens circulant entre Vintimille et Coni.
La communauté d'agglomération de la Riviera française définit et met en œuvre l’offre de transport public. Le réseau de la Roya assure la liaison entre le littoral, depuis la Gare Routière de Menton, et les communes de la vallée de la Roya.

## Urbanisme

### Typologie
Au 1er janvier 2024, Tende est catégorisée bourg rural, selon la nouvelle grille communale de densité à 7 niveaux définie par l'Insee en 2022.
Elle est située hors unité urbaine et hors attraction des villes,.

### Occupation des sols
Le tableau ci-dessous présente l'occupation des sols de la commune en 2018, telle qu'elle ressort de la base de données européenne d’occupation biophysique des sols Corine Land Cover (CLC).
| Type d’occupation                             | Pourcentage | Superficie (en hectares) |
| --------------------------------------------- | ----------- | ------------------------ |
| Tissu urbain discontinu                       | 0,4 %       | 77                       |
| Prairies et autres surfaces toujours en herbe | 0,3 %       | 53                       |
| Systèmes culturaux et parcellaires complexes  | 0,2 %       | 32                       |
| Forêts de feuillus                            | 0,4 %       | 63                       |
| Forêts de conifères                           | 39,2 %      | 6948                     |
| Forêts mélangées                              | 3,4 %       | 595                      |
| Pelouses et pâturages naturels                | 30,2 %      | 5348                     |
| Landes et broussailles                        | 0,4 %       | 70                       |
| Forêt et végétation arbustive en mutation     | 12,5 %      | 2219                     |
| Roches nues                                   | 4,7 %       | 829                      |
| Végétation clairsemée                         | 8,0 %       | 1425                     |
| Plans d'eau                                   | 0,3 %       | 53                       |
| Source : Corine Land Cover                    |             |                          |

## Toponymie
Le nom de la commune est Tenda en ligure/royasque et italien. Le mot « Tende » découlerait de « tente », allusion au campement établi à cet endroit par les troupes romaines.

## Histoire

### Moyen Âge
La localité est peuplée de manière avérée dès 690. Citée au XIe siècle sous son vocable actuel, Tende relevait du comté de Vintimille. En 1261, Guillaume-Pierre I comte de Vintimille, seigneur de Tende, épouse Eudoxie Lascaris, sœur du jeune empereur grec d'Orient, Jean IV Lascaris ; d'où la famille Lascaris de Vintimille.
En 1574, le comté de Tende fut acquis par la maison de Savoie.

### Renaissance et Réforme
La présence des vaudois est attestée dans les vallées de la Roya et de la Bévéra, notamment à Tende, ainsi que dans des villages situés de l’autre côté du col de Tende dès le XIIIe siècle. Ceux-ci prêchent une réforme de l’Église dans une région où nombre de superstitions, voire d’hérésies, fleurissent, et où les procès en sorcellerie sont courants. Au XVIe siècle, ces protestants font de nombreux adeptes dans la haute vallée de la Roya, d'autant que Claude de Savoie (1507–1566), comte de Tende, fils d’Anne Lascaris et de René le Grand, Bâtard de Savoie, et son frère, Honoré II (1511–1580), comte de Villars, ont embrassé le parti huguenot. Les ducs de Savoie, convaincus de leur mission divine de défendre la religion catholique contre toutes les hérésies, entendent bien lutter contre la montée du protestantisme dans leur duché, mais se heurtent à Lesdiguières, capitaine protestant qui cherche à constituer un bloc homogène et ouvrir un passage vers la péninsule italique. La cession de Nice à la Savoie, effective en 1575, sonne toutefois l'heure de la répression et de l'étouffement progressif du protestantisme dans la vallée de la Roya.

### Époque contemporaine

La partie du comté de Nice annexée par la France en 1860.

En 1860, les communes de Tende et de La Brigue situées en haute vallée ne furent pas comprises dans les territoires cédés à la France par le traité de Turin, malgré le vœu des populations exprimé par plébiscite. Napoléon III accepta de laisser au nouvel État italien ces communes, officiellement pour permettre au roi Victor-Emmanuel II de conserver ses territoires de chasse. En réalité, ce compromis garantissait à l'Italie le contrôle des crêtes auquel elle attachait une valeur stratégique.
En 1945, après le retrait des troupes nazi-fascistes, Tende est libérée par les partisans italiens de la 5e brigade « Luigi Nuvoloni », pour être occupée le lendemain par le 29e régiment de tirailleurs algériens, chassant les formations partisanes antifascistes. Le même jour, un comité gaulliste entame une intense activité de propagande pour demander un plébiscite, d'ailleurs déjà organisé par les mêmes autorités à Paris, pour l'annexion de Tende et de Briga Marittima (successivement La Brigue) à la France.
L'occupation française de la Vallée de la Roya pour acquérir la ville par une annexion n'aboutit pas à la suite de la pression américaine. Mais après des tractations, et conformément aux accords fixés par le traité de paix de Paris du 10 février 1947, ces territoires furent cédés par l'Italie. Ils passent sous souveraineté française par une loi du 16 septembre de la même année, puis un référendum confirme un mois plus tard la volonté des habitants de devenir Français.
Depuis 1967, le professeur Henry de Lumley et ses équipes effectuent des relevés et moulages des roches gravées depuis la Préhistoire sur les sites naturels de la vallée des Merveilles et de la vallée de Fontanalbe (moulages exposés au Musée départemental des Merveilles de Tende).

## Politique et administration

### Liste des maires
| Période                                  | Période   | Identité             | Étiquette               | Qualité                                                                                     |
| ---------------------------------------- | --------- | -------------------- | ----------------------- | ------------------------------------------------------------------------------------------- |
| Les données manquantes sont à compléter. |           |                      |                         |                                                                                             |
| 1947                                     | 1949      | André Carabalona     |                         | Nommé par décret gouvernemental                                                             |
| 1949                                     | 1953      | Pierre Dalmasso      |                         | 1er maire français élu                                                                      |
| 1953                                     | mars 1965 | Marius Barucchi      |                         |                                                                                             |
| mars 1965                                | mars 1971 | Aimable Gastaud      | CD                      | Concierge Conseiller général de Tende (1951 → 1970)                                         |
| mars 1971                                | mars 2001 | José Balarello       | UDF-PR puis DL          | Avocat Sénateur des Alpes-Maritimes (1984 → 2008) Conseiller général de Tende (1970 → 2015) |
| mars 2001                                | En cours  | Jean-Pierre Vassallo | DL puis UMP-LR puis DVD | Conseiller technique à la CCI retraité                                                      |

### Budget et fiscalité 2023

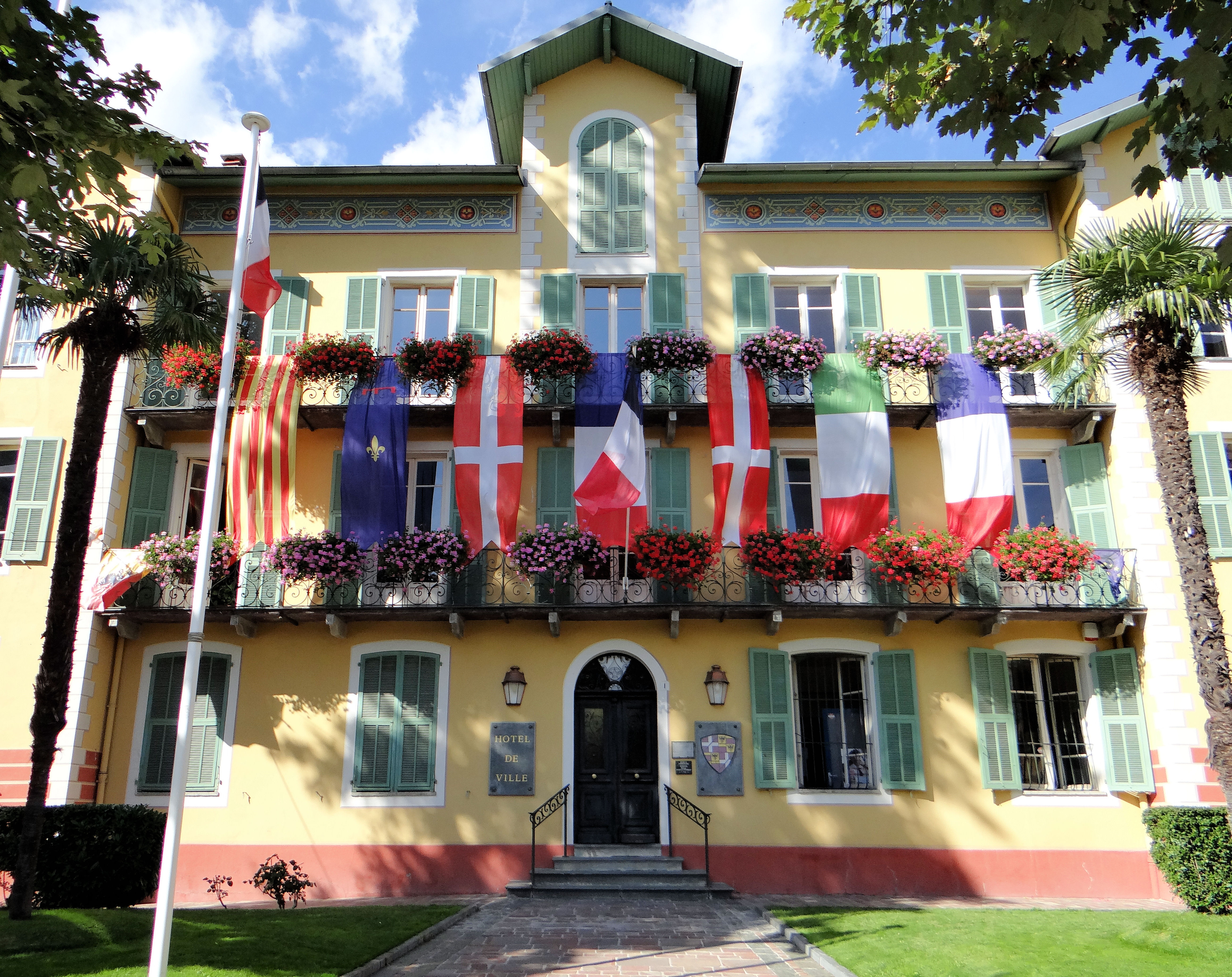
La mairie.

En 2023, le budget de la commune était constitué ainsi :
- total des produits de fonctionnement : 3 377 000 €, soit 1 540 € par habitant ;
- total des charges de fonctionnement : 3 048 000 €, soit 1 390 € par habitant ;
- total des ressources d'investissement : 1 866 000 €, soit 851 € par habitant ;
- total des emplois d'investissement : 2 050 000 €, soit 935 € par habitant ;
- endettement : 921 000 €, soit 420 € par habitant.

Avec les taux de fiscalité suivants :
- taxe d'habitation : 15,34 % ;
- taxe foncière sur les propriétés bâties : 23,90 % ;
- taxe foncière sur les propriétés non bâties : 29,75 % ;
- taxe additionnelle à la taxe foncière sur les propriétés non bâties : 0,00 % ;
- cotisation foncière des entreprises : 0,00 %.

Chiffres clés Revenus et pauvreté des ménages en 2021 : médiane en 2021 du revenu disponible, par unité de consommation : 21 070 €.

### Intercommunalité
Depuis 2014, la commune fait partie de la Communauté d'agglomération de la Riviera française.

### Jumelages
- Narzole (Italie) depuis 1992

## Population et société

### Démographie

#### Évolution démographique
L'évolution du nombre d'habitants est connue à travers les recensements de la population effectués dans la commune depuis 1734. Pour les communes de moins de 10 000 habitants, une enquête de recensement portant sur toute la population est réalisée tous les cinq ans, les populations de référence des années intermédiaires étant quant à elles estimées par interpolation ou extrapolation. Pour la commune, le premier recensement exhaustif entrant dans le cadre du nouveau dispositif a été réalisé en 2006.

En 2022, la commune comptait 1 898 habitants, en évolution de −13,1 % par rapport à 2016 (Alpes-Maritimes : +2,85 %, France hors Mayotte : +2,11 %).
| 1734  | 1793  | 1800  | 1806  | 1822  | 1838  | 1848  | 1946  | 1954  |
| ----- | ----- | ----- | ----- | ----- | ----- | ----- | ----- | ----- |
| 1 309 | 1 500 | 1 491 | 1 654 | 2 057 | 2 441 | 2 659 | 2 158 | 2 080 |

| 1962  | 1968  | 1975  | 1982  | 1990  | 1999  | 2006  | 2011  | 2016  |
| ----- | ----- | ----- | ----- | ----- | ----- | ----- | ----- | ----- |
| 1 954 | 2 053 | 1 951 | 1 954 | 2 089 | 1 844 | 2 025 | 2 114 | 2 184 |

| 2021  | 2022  | - | - | - | - | - | - | - |
| ----- | ----- | - | - | - | - | - | - | - |
| 2 021 | 1 898 | - | - | - | - | - | - | - |

### Enseignement
Établissements d'enseignements :
- Tende possède une école maternelle[63] à Tende et à Saint Dalmas de Tende, une école primaire à Tende et à Saint Dalmas de Tende, un collège (à Saint-Dalmas-de-Tende)[64] , avec son propre ramassage scolaire.

### Santé
Professionnels et établissements de santé :
- Médecins à Breil-sur-Roya, Roquebillière, Sospel ;
- Maison de retraite et hôpital local (Établissement d'hébergement pour personnes âgées dépendantes) ;
- Centre de convalescence du Centre hospitalier universitaire de Nice ;
- Pharmacie à Breil-sur-Roya.

### Cultes
- Culte catholique, paroisse Notre-Dame de la Roya, Diocèse de Nice[66].

### Manifestations culturelles et festivités
- Le premier week-end du mois de juillet se tient la fête de Notre-Dame de la Visitation à Vievola ainsi que la fête patronale de la Saint Pierre à Saint Dalmas de Tende.
- Le deuxième week-end de juillet a lieu la fête patronale de la Saint-Éloi
- Le deuxième dimanche du mois d'août  : fête de la Saint Roch[67]
- Le dernier week-end du mois d'août a lieu la fête du « vieux tende »,
- Le premier week-end du mois d'octobre se tient la fête des châtaignes et des « classes » (20 ans, 25 ans, 30 ans, 35 ans, etc.)

## Économie

### Entreprises et commerces

#### Agriculture
- agriculture bio et raisonnée ;
- fromages, miel et confitures ;
- élevage de bovins et d'ovins.

#### Tourisme
La commune bénéficie du réseau Villes et Pays d'art et d'histoire "Les vallées Roya-Bévéra".
- Tende possède un camping avec chambres d'hôtes, six restaurants[69].
- La commune de Tende propose diverses activités sportives  : ski de fond et ski de randonnée, station de ski nordique, parapente, randonnées, parcours de vtt, golf, la via ferrata "les Comtes Lascaris".
- CMCAS de Nice

#### Activités, commerces et services
- Trois centrales hydroélectriques.
- Ancienne mine de galène. Depuis 1961, l'association Neige & Merveilles, à Saint Dalmas de Tende, a réutilisé les anciens bâtiments de la Minière de Vallauria pour y développer un centre d'hébergement et d'animations pédagogiques[70].

- Centre d'aide par le travail.
- Tende possède une gendarmerie, un bureau de poste, deux banques, une médiathèque, deux musées, une piscine, un cinéma, deux salons de coiffure[69].
- Commerces de proximité : deux boulangeries-pâtisseries (une à Tende, une à Saint-Dalmas), deux boucheries (une à Tende et une à Saint Dalmas de Tende).

## Culture locale et patrimoine

### Patrimoine religieux

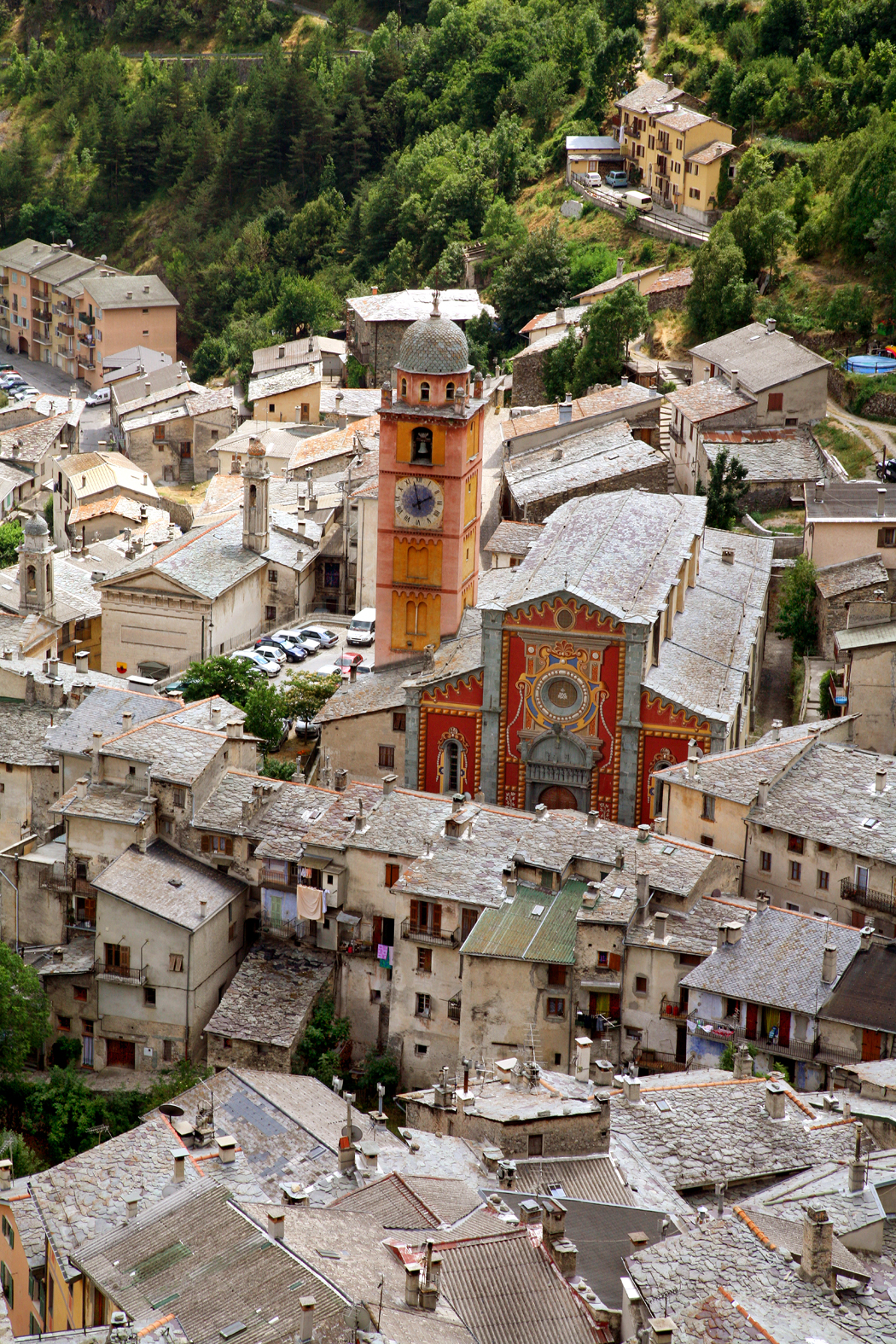
La collégiale et les deux chapelles de pénitents.
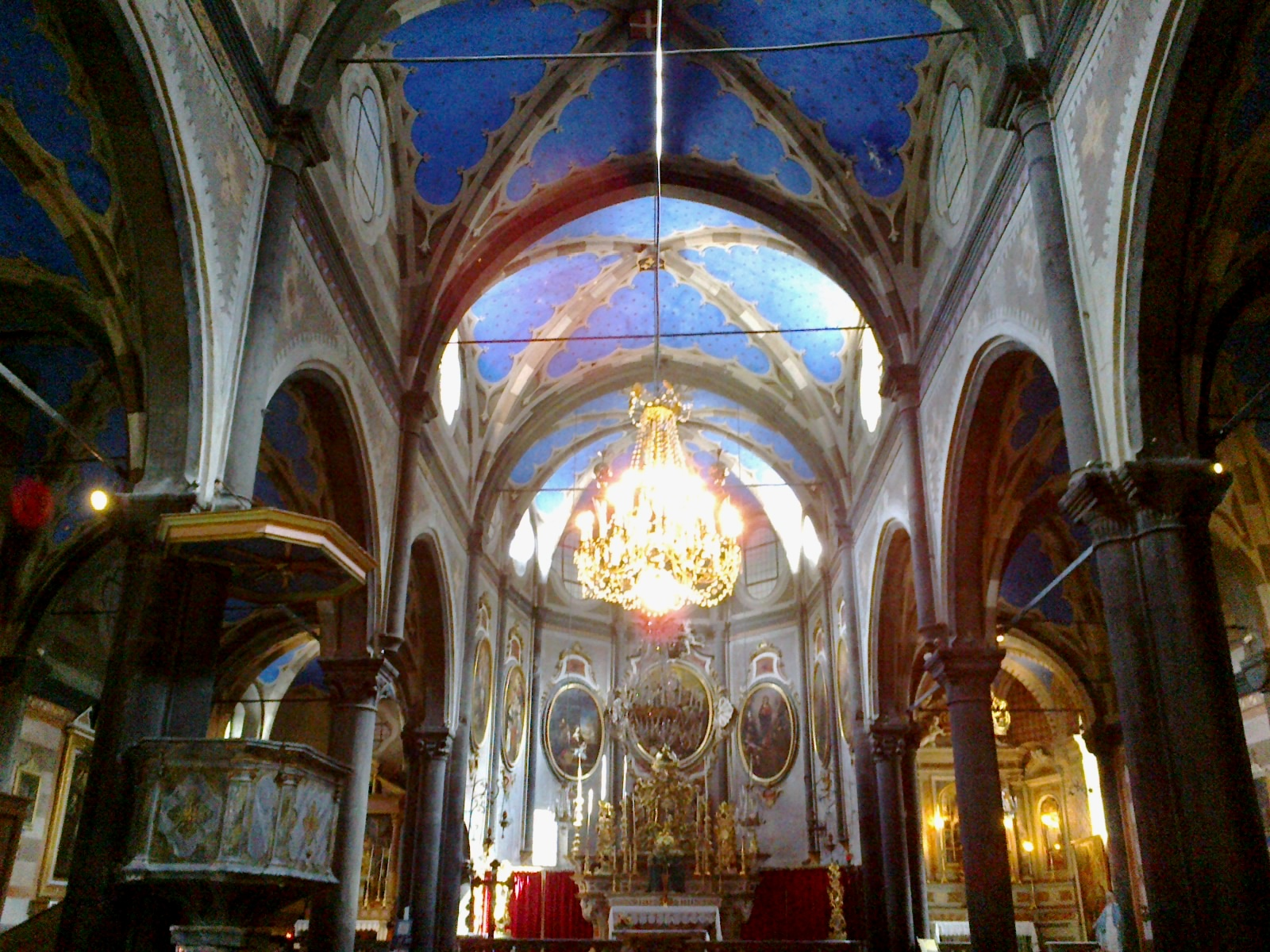
Intérieur de la collégiale.
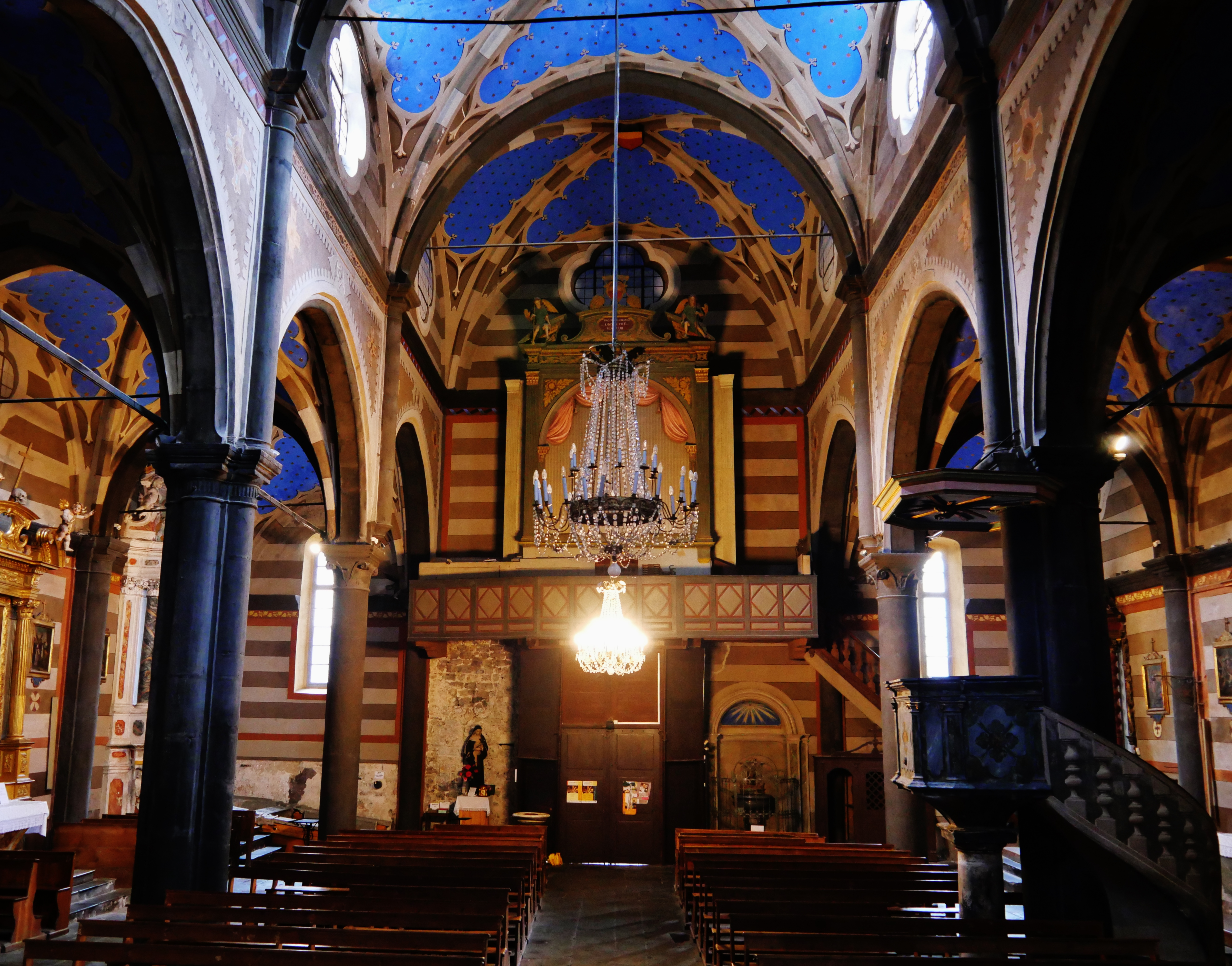
Collégiale Notre-Dame Intérieure Nef Nord.
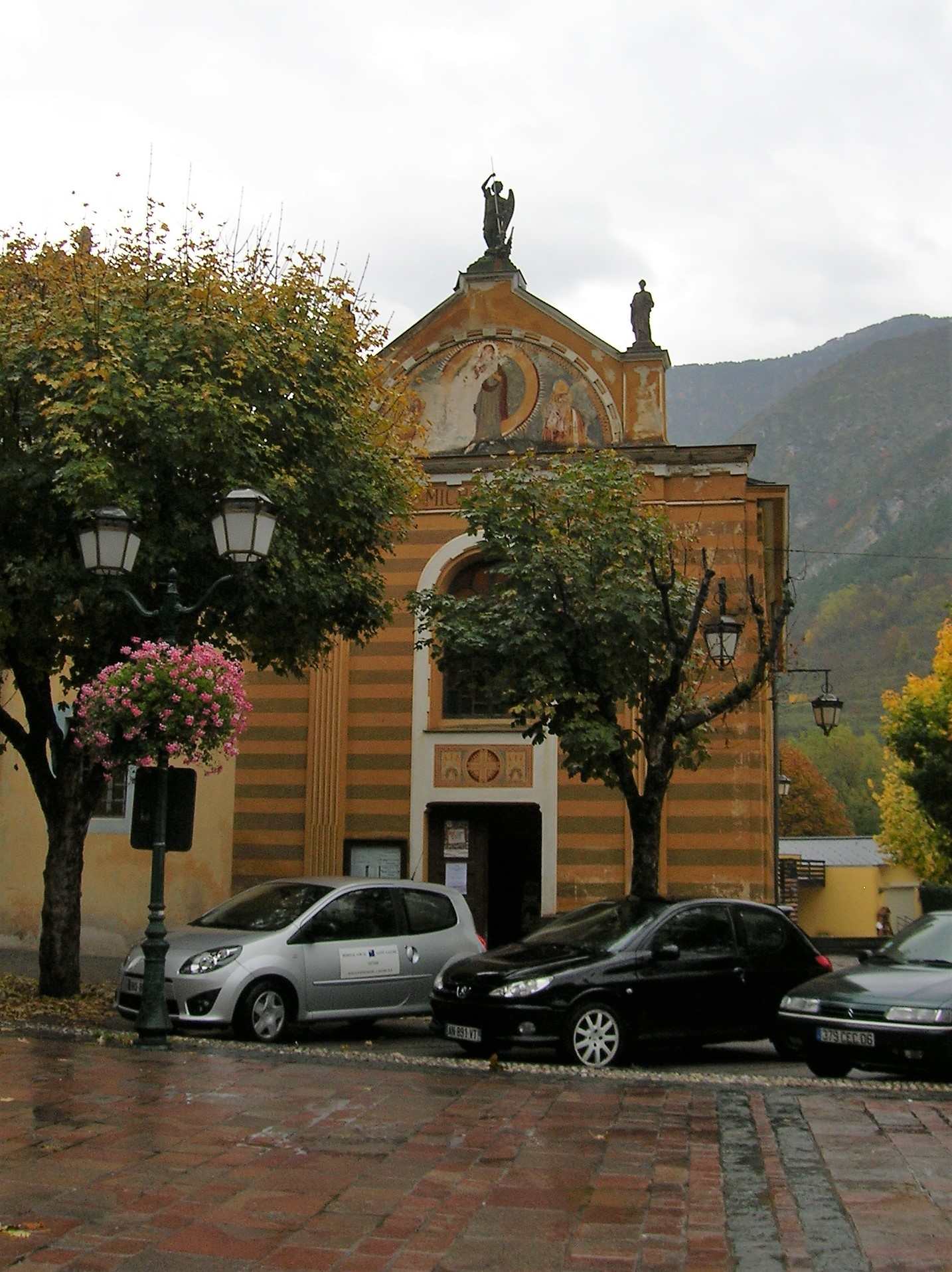
L'église Saint Michel.
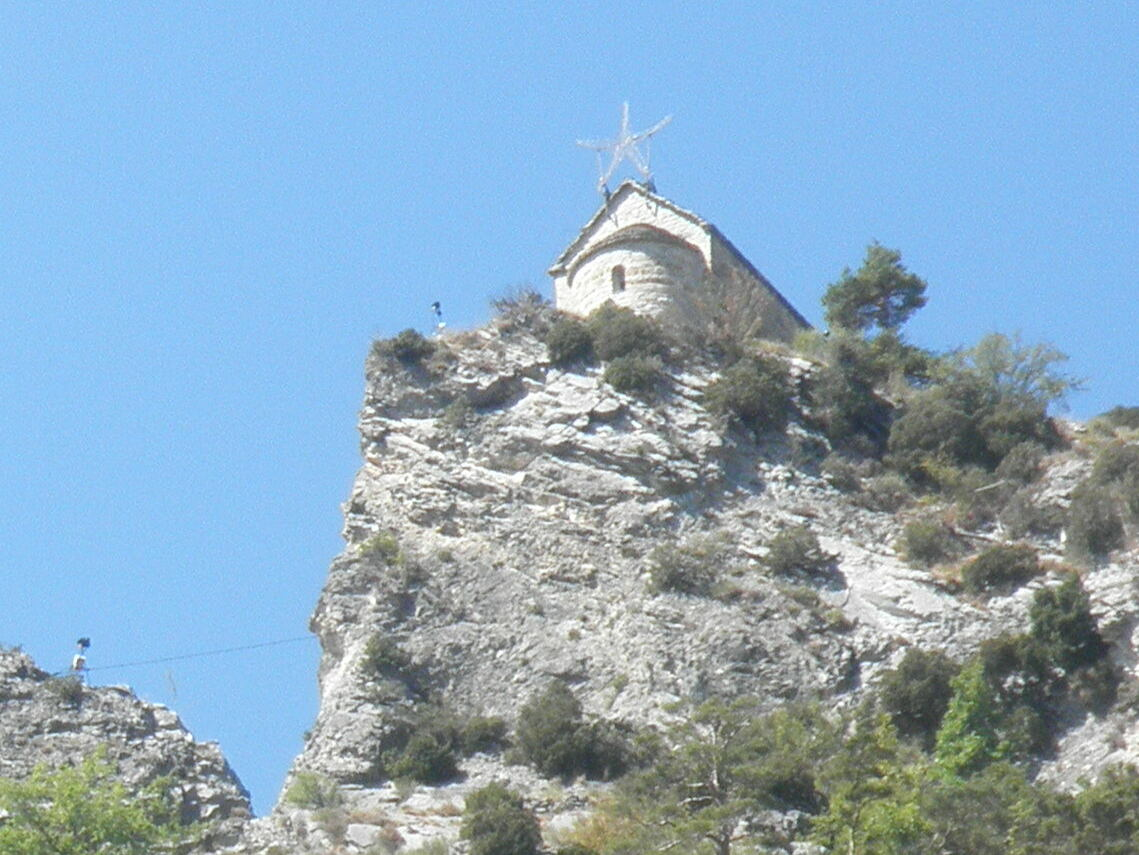
Chapelle Saint-Sauveur.
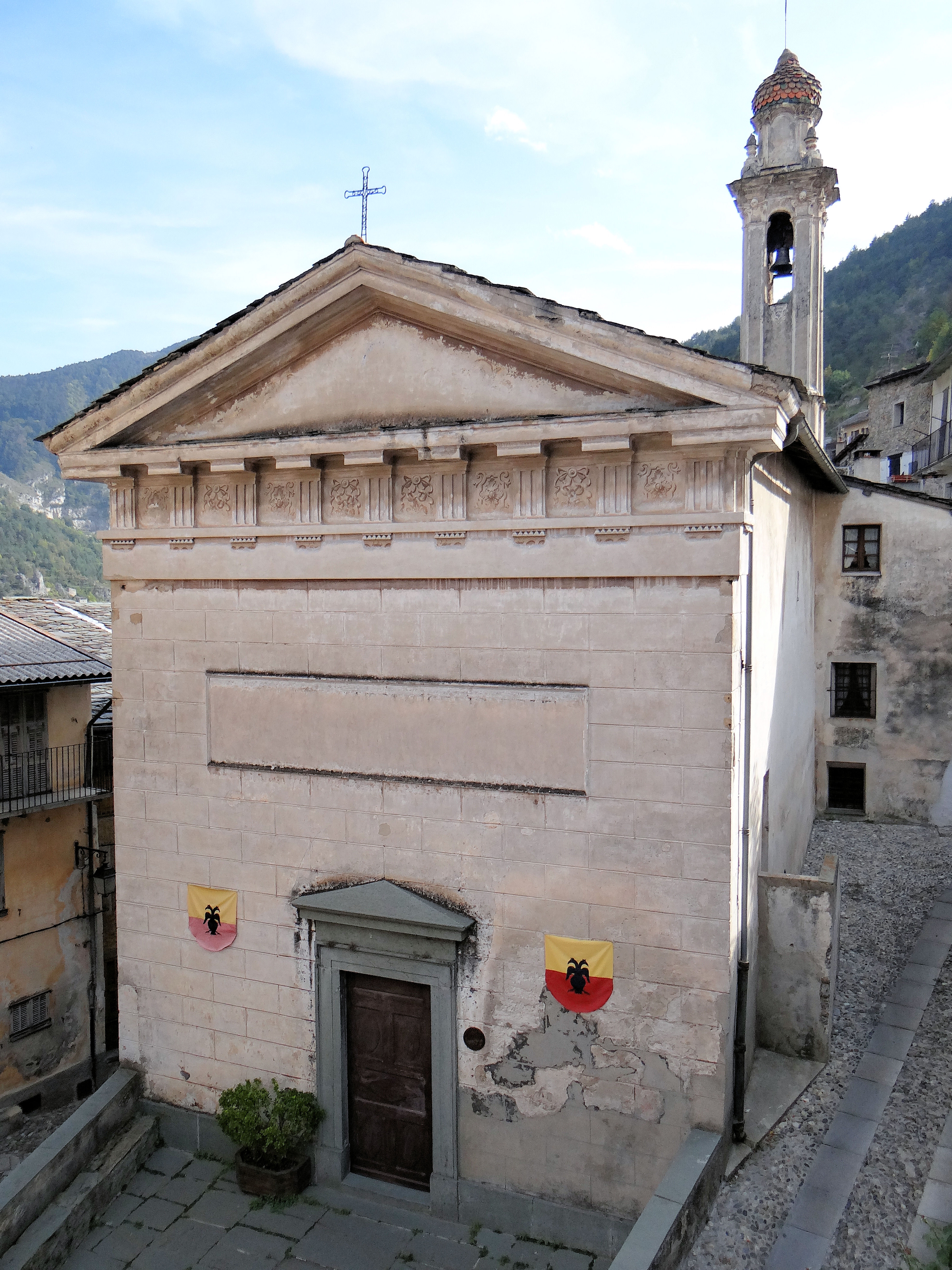
Chapelle de la Miséricorde.
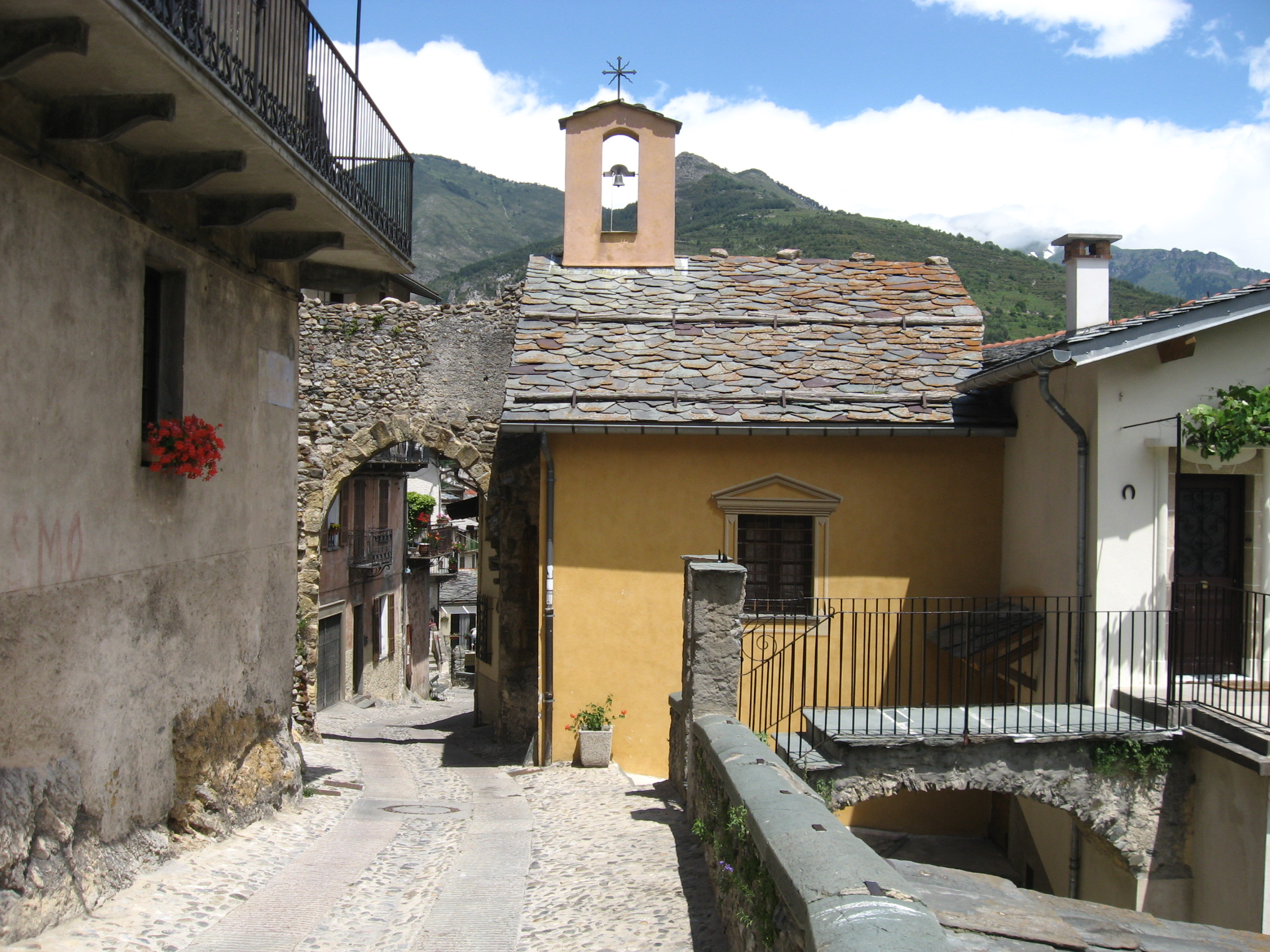
Chapelle de l'Annonciade.
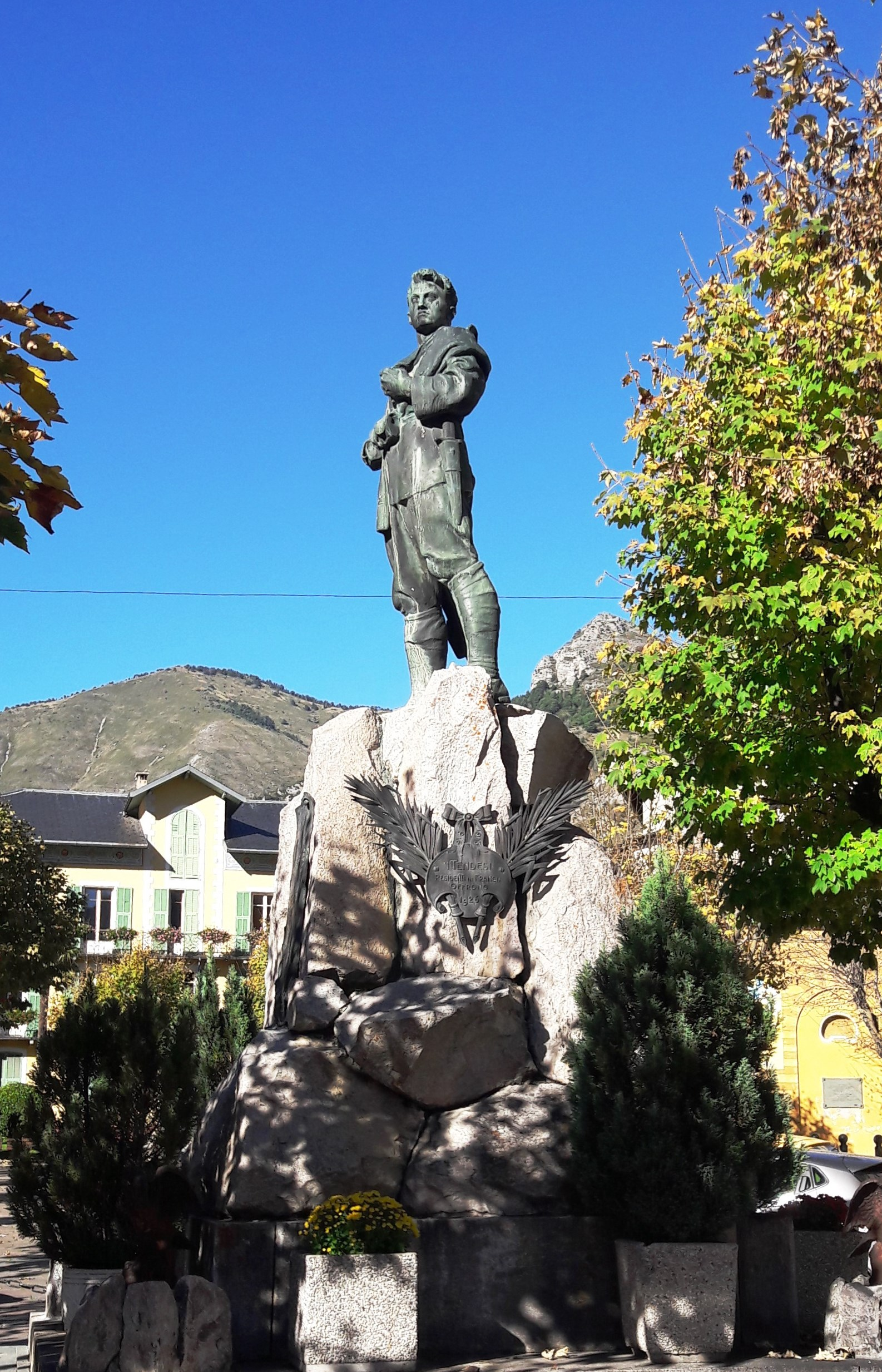
Monument aux morts.

- L'ancienne collégiale Notre-Dame, rue de l'Église (XVIe siècle)[71],[72].
- La chapelle Saint-Sauveur de style roman, sa construction date du XIVe siècle. En 1982, un décor peint caché est découvert sous des badigeons. En 1988, une importante opération de sauvegarde est entreprise pour la sauver de la ruine. Elle est classée monument historique par arrêté du 26 mai 2000.
- L'ancienne chapelle de l'Annonciade, rue de France.
- La chapelle de l'Annonciation, rue Cotta, des Pénitents-Blancs.
- La chapelle de la Miséricorde, rue Cotta, des Pénitents-Noirs[73].
- L'église Saint-Michel[74], place De Gaulle.
- L'église Sainte-Anne de Granile[75].
- L'église Notre-Dame de la Paix, avenue de France de Saint-Dalmas-de-Tende[76].
- La chapelle Notre-Dame de la Visitation (Viévola)[77].
- Le prieuré de Saint-Dalmas-de-Tende[78],[79].
- La chapelle Sainte-Anne de Saint-Dalmas-de-Tende (Figala).
- La chapelle Saint-Pierre d'Alcantara (Canaresse-Viévola) dans le hameau de Canaresse, au nord de Tende[31].
- Restes de la chapelle Saint Lazare[80].

### Patrimoine civil

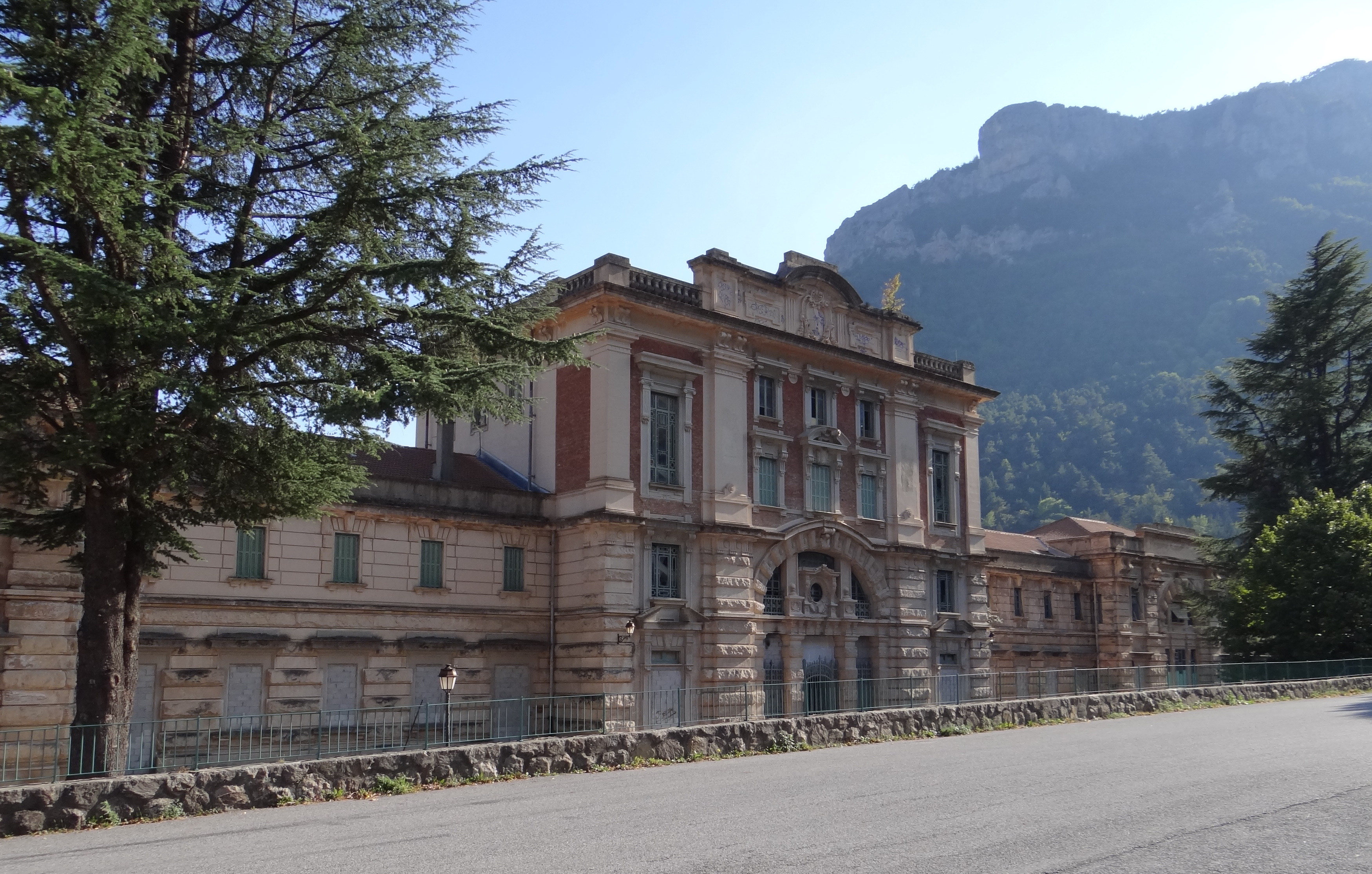
La gare monumentale de Saint Dalmas de Tende.
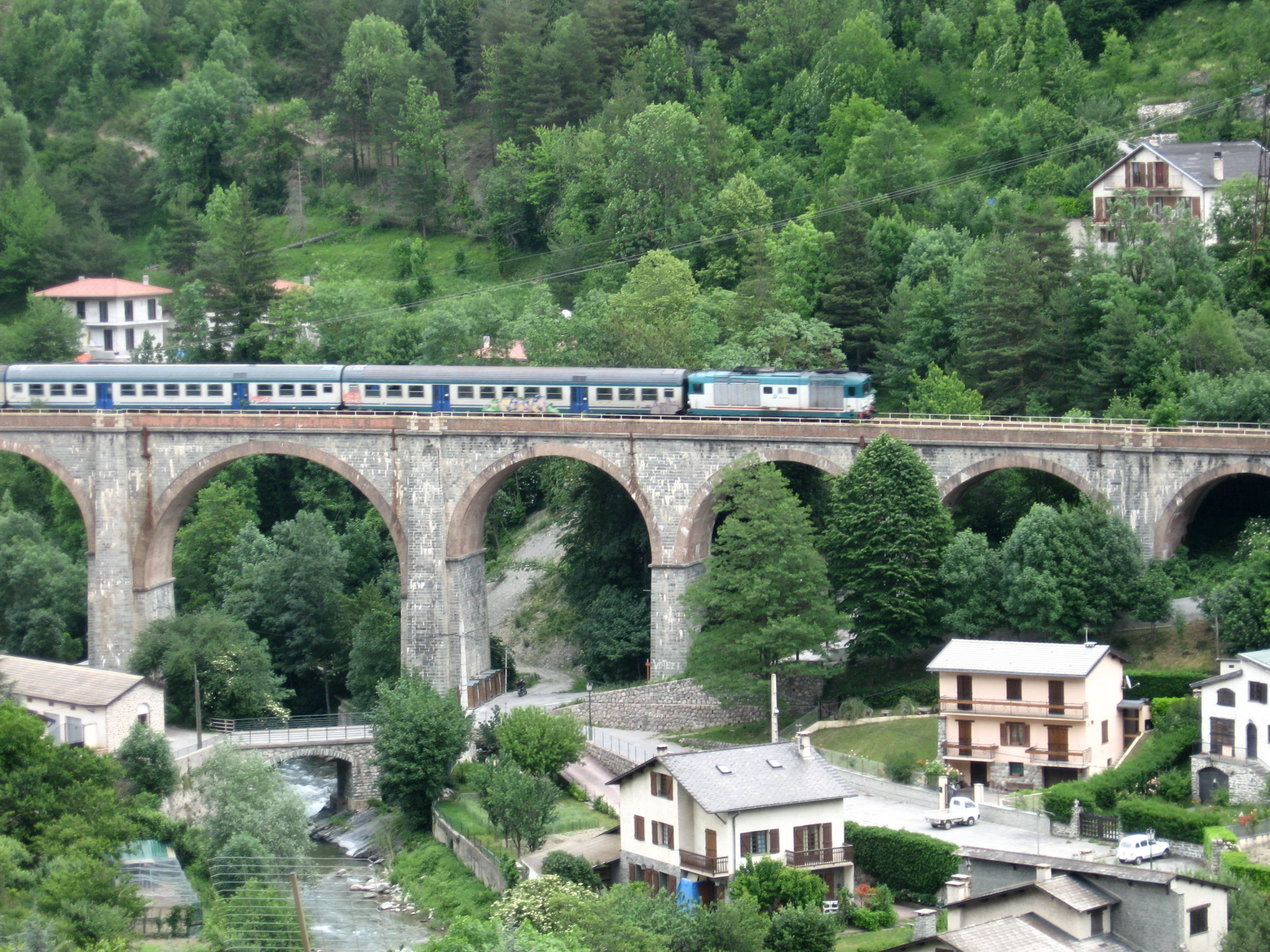
Viaduc.
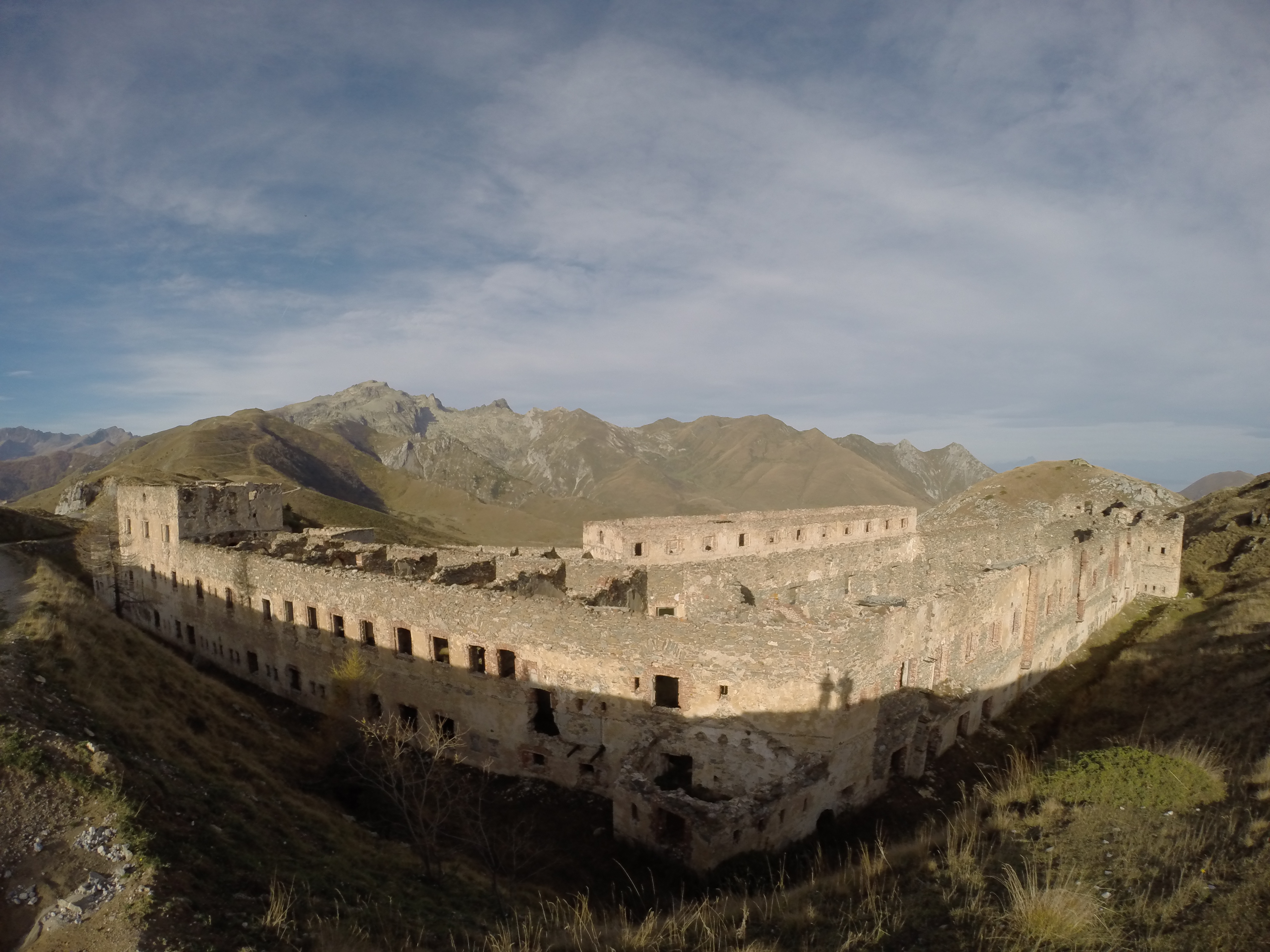
Le fort central du col de Tende.
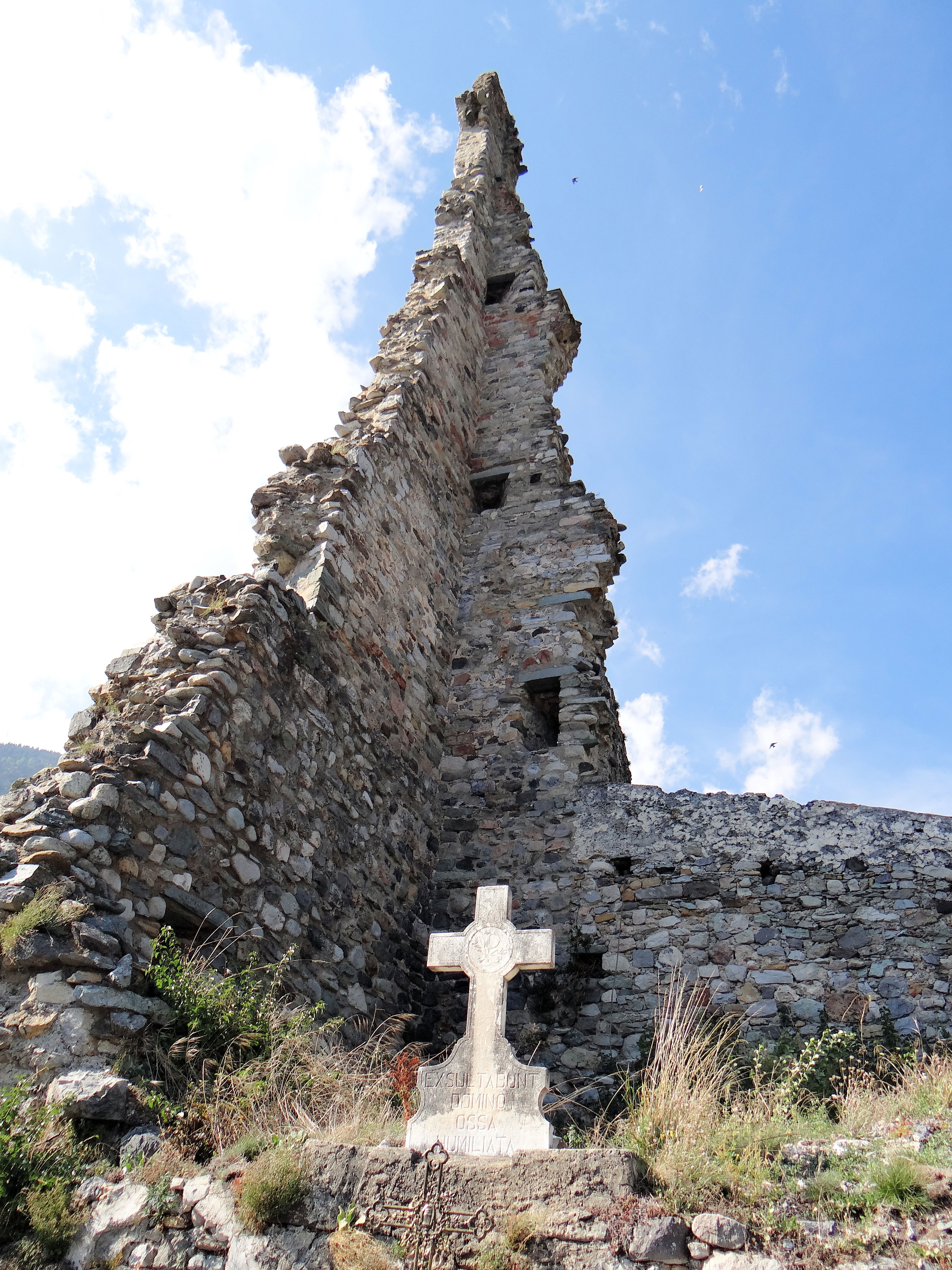
Vestige du château Lascaris dans le cimetière.
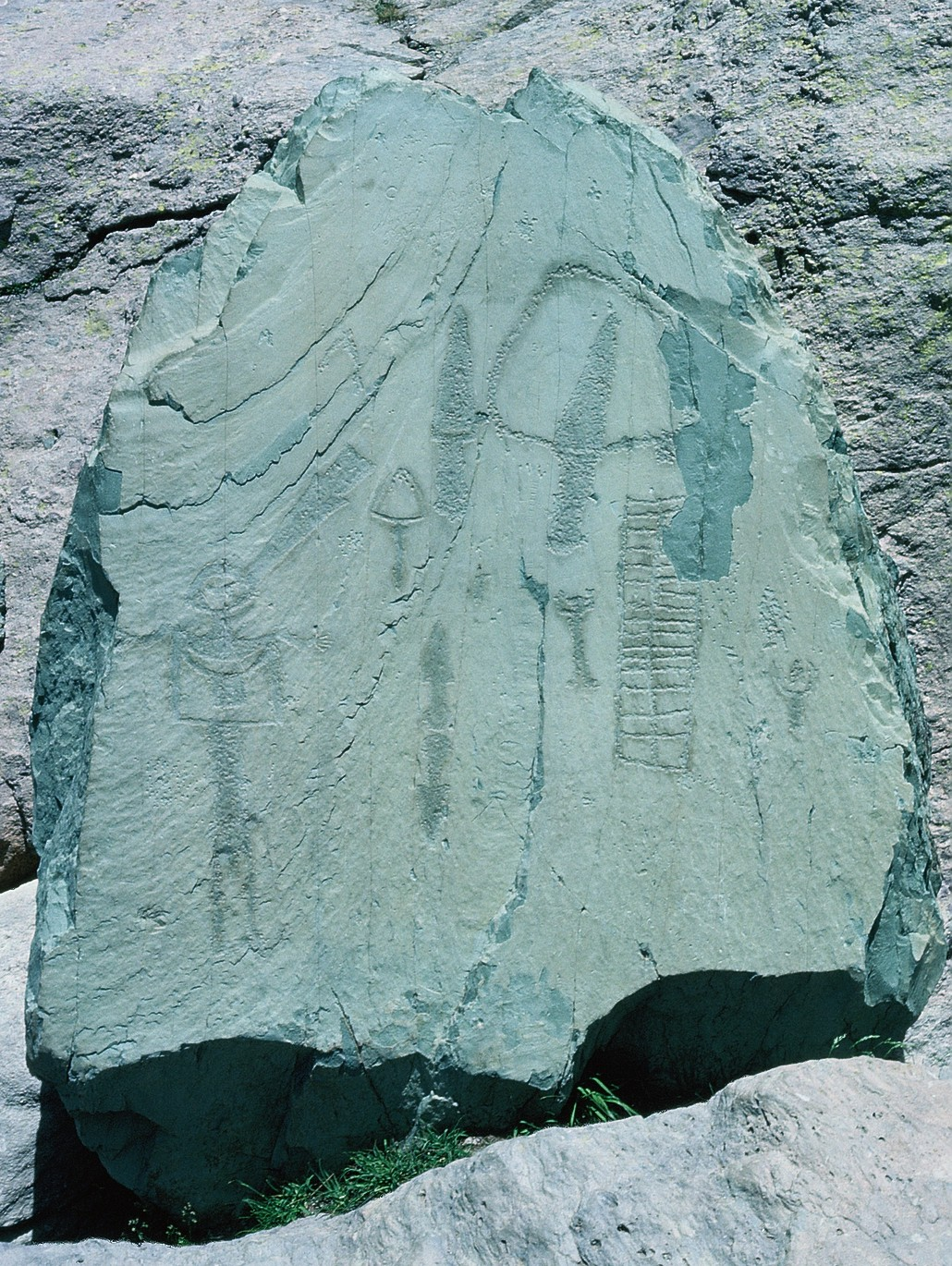
La Vallée des Merveilles. Le chef de tribu.

- Le site de la vieille ville est sombre et sévère dans son environnement montagneux où les terrasses de culture montent très haut. Les demeures dont certaines datent du XVe siècle, sont souvent habillées des schistes verts et violets de la haute vallée de la Roya. Balcons à tous les étages pour profiter du soleil, larges toits débordants contre les chutes de neige, l'architecture est définie par le climat alpin. Dans le lacis des rues étroites, notamment de rue de France, ancienne Route Royale, des nombreux linteaux armoriés ou historiés rappellent un passé glorieux. On voit, au passage, les clochers Renaissance des chapelles des Pénitents noirs et des Pénitents blancs.
- La route spectaculaire du col de Tende et celles, pittoresques, de Granile et du vallon du Réfréi.
- Les gravures rupestres de la vallée des Merveilles[81] et de la région du mont Bégo classées au titre des monuments historiques le 8 décembre 1989.
- La ligne ferroviaire Nice - Vintimille - Breil - Limone.
- Tour de l'horloge[82],[83].
- La fontaine du Traou[84].
- Ancien tribunal (maison de la « Curie »)[85] et le gibet[86].
- Les vestiges du château des Lascaris[87].
- Le monument aux morts présente la particularité d'avoir été mis en place par l'Italie après la Première Guerre mondiale et complété par la France après la Seconde Guerre mondiale. L'inscription portée sur la plaque visible face au monument se lit : "Il municipio di Tenda ai suoi figli gloriosamente caduti nella Grande Guerra 1915-1918" ("La commune de Tende à ses enfants tombés glorieusement pendant la Grande Guerre 1915-1918" - puisque l'Italie est entrée en guerre en 1915). L'inscription sur la plaque apposée sur une face latérale du monument se lit quant à elle : "La commune de Tende à ses fils glorieux tombés ou disparus au champ d'honneur 1939-1945"[88],[89].
- La villa Alpina[90], maison de Frédéric Mader de 1893, accueille la mairie.
- La maison Chianea, du XVIIe siècle, située rue de France.
- La Porte d'Italie, porte médiévale en arc brisé, accolée à la chapelle de l'Annonciation.
- Place du Traou et place du Ponte.
- La porte de l'enceinte médiévale donnant sur la place Antoine Balarello.
- La maison médiévale[91].
- Le fort central du col de Tende[92].
- dans la Haute Roya, les anciennes cuisines militaires, du 35e Groupe d’Artillerie Garde Frontière.
- Le fort de la Marguerie[93].
- Le relais de poste, relais de diligences de la Ca[94].

### Patrimoine naturel
- Par Saint-Dalmas-de-Tende, accès à Castérino et au lac des Mesces, par les vallées des Merveilles, de Fontanalbe, de la Valmasque et le parc national du Mercantour.
- La source de la Roya : au pied du col de Tende (un des fleuves les plus courts de France : 45 km en France)
- La vallée des Merveilles.
- Les vallons de Casterino et de la Minière (SI), montant au site de Castérino, aux portes du parc national du Mercantour.
- La grotte des Hérétiques, qui servit de refuge aux calvinistes au XVIe siècle[95].
- Les grottes et gouffres nombreux dans le massif du Marguareis , (sur le territoire voisin de la commune de La Brigue) dont celui de Piaggia Bella, l'un des plus profonds du monde (-850 mètres), et la source de Fouige (145 m de développement)
- Le parc national du Mercantour, biotope où la faune et la flore révèlent des espèces souvent rares ou endémiques, traversé par le GR52

### Patrimoine culturel et naturel

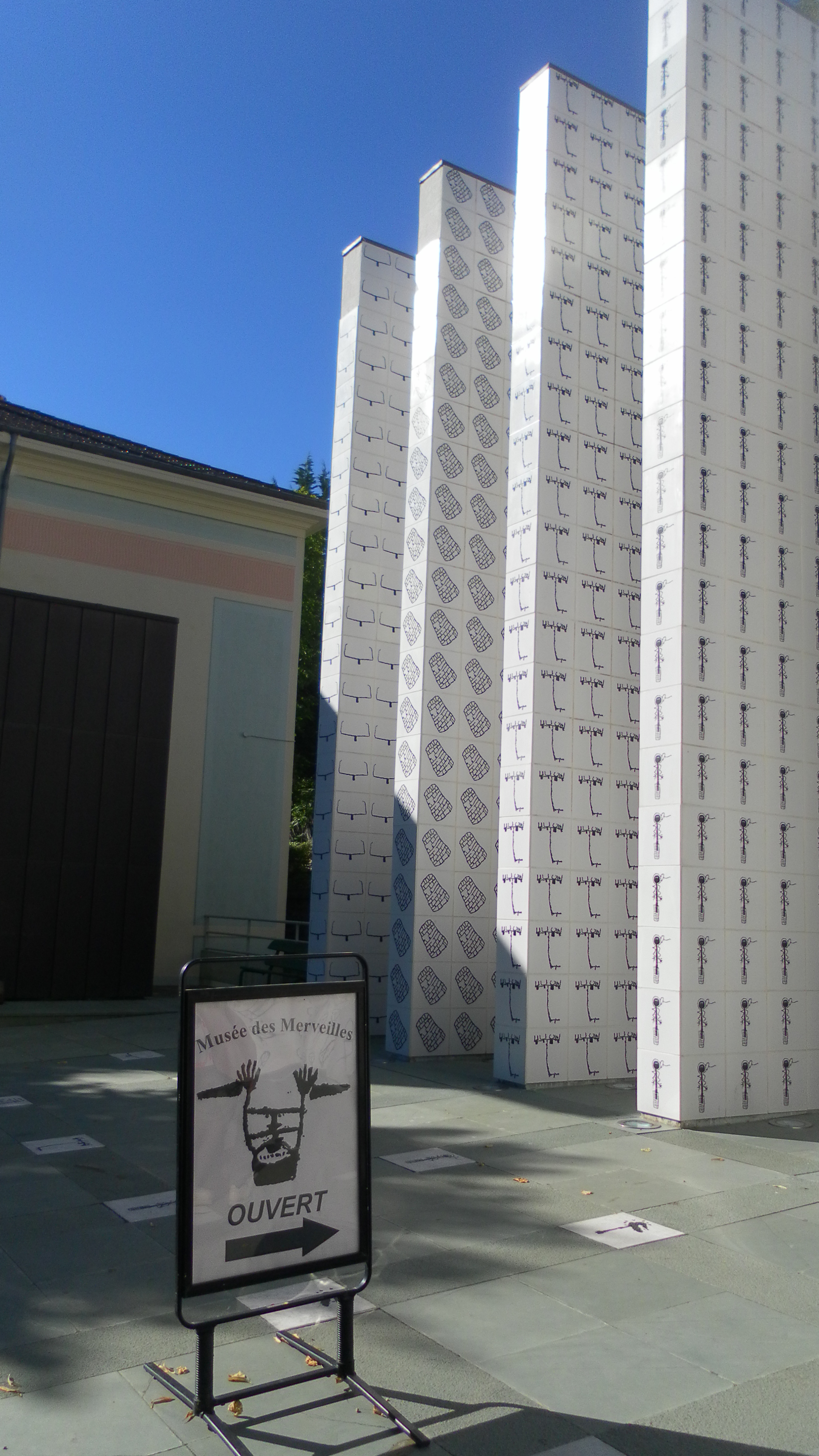
Musée des Merveilles.
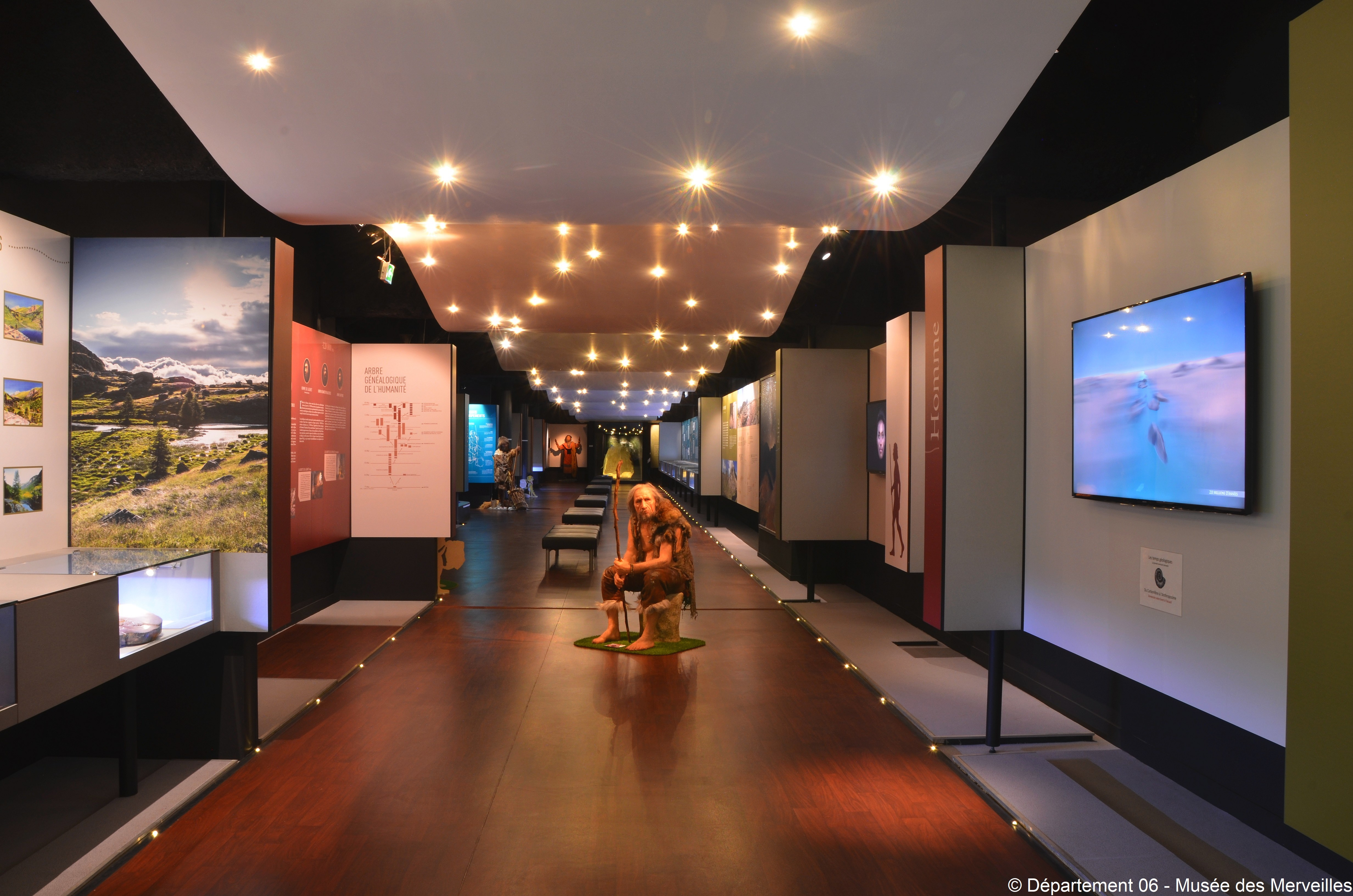
L'intérieur du musée.
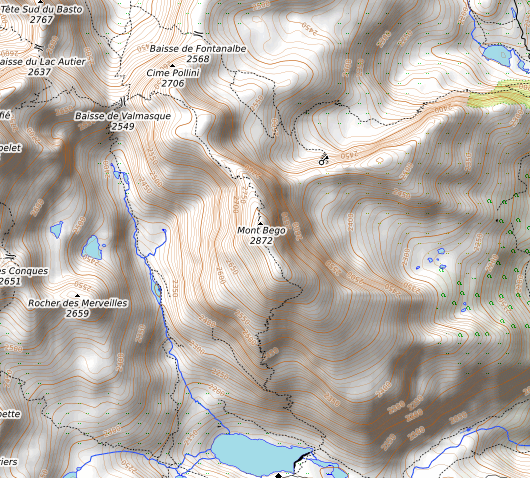
Carte OSM du mont Bégo.
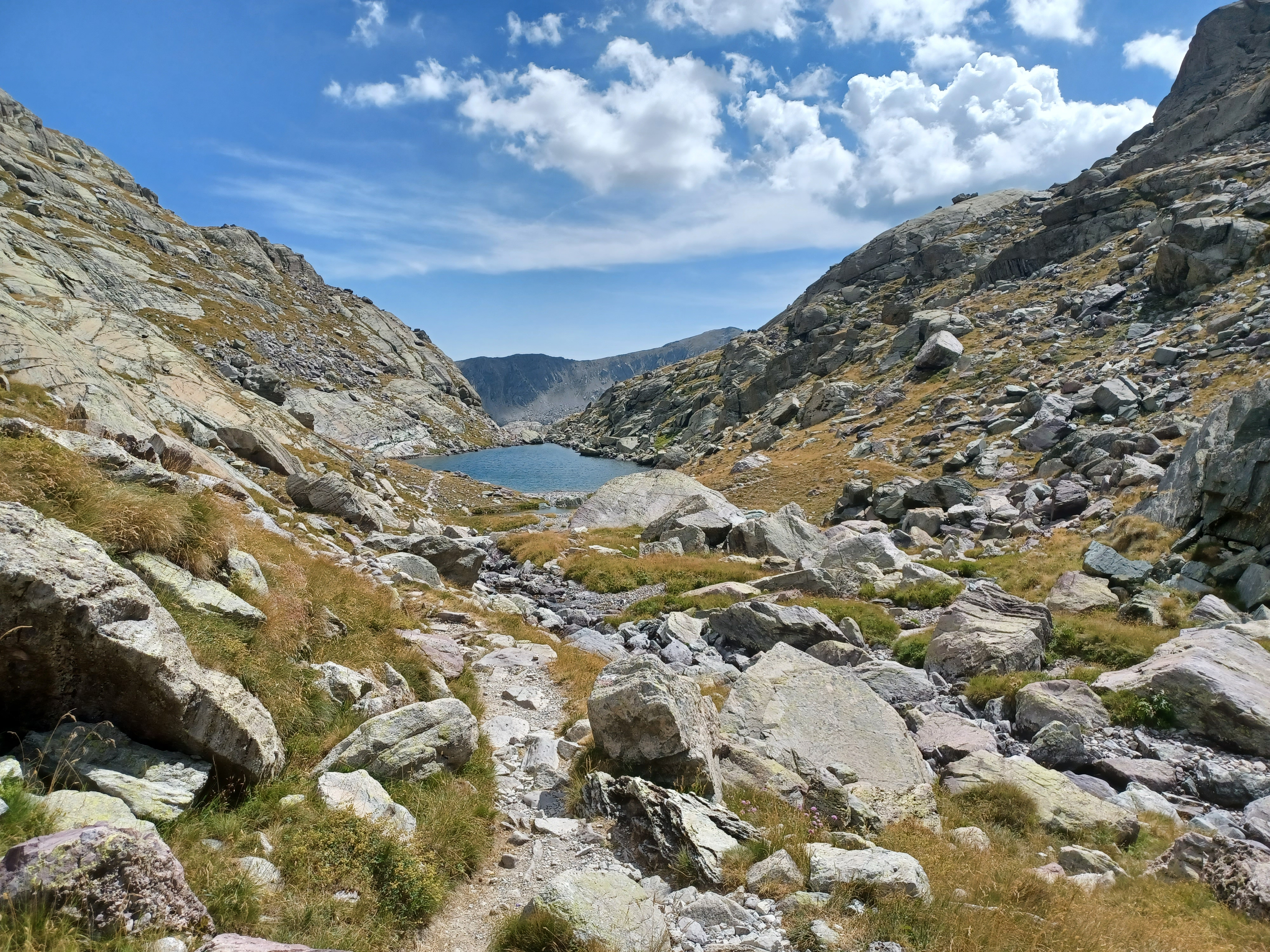
Le lac des Merveilles vu en arrivant de la baisse de Valmasque.

- Le Musée départemental des Merveilles de Tende[96] est incontournable, aussi bien du point de vue esthétique, avec les douze colonnes de sa façade ultramoderne (parvis tapissé de motifs rupestres), que d'un point de vue pédagogique, complément précieux de la randonnée autour du mont Bégo.

- Les services de l'État, du Département et de la commune, conscients que les gravures rupestres de la vallée des Merveilles et de la région du Mont Bégo constituent un patrimoine archéologique exceptionnel qui doit être porté à la connaissance du public tout en étant impérativement préservé de toute dégradation humaine ont par ailleurs pris des mesures compte tenu de la très grande vulnérabilité de ces gravures et de la configuration des lieux.
- La Direction régionale des Affaires culturelles (DRAC) de la région Povence-Alpes-Côte d'Azur et le Parc national du Mercantour ont à cet effet, depuis 1990, progressivement mis en place un dispositif de valorisation du site et de gestion de sa fréquentation. Les dispositifs de protection, de valorisation et de gestion de la fréquentation du site ont été pérennisés et renforcés à travers des conventions fixant le cadre général du partenariat entre le PNM et la DRAC[97]. Elle précise les conditions dans lesquelles la DRAC a mandaté le PNM pour la surveillance et la gestion des gravures rupestres des Vallées des Merveilles et de Fontanalba protégées au titre de la loi de 31 décembre 1913 sur les monuments historiques.

### Le tendasque
Le tendasque est un parler royasque. Voici quelques exemples :
| Tendasque    | Niçois         | Français            | Italien                          | Phonétique                                                                           |
| ------------ | -------------- | ------------------- | -------------------------------- | ------------------------------------------------------------------------------------ |
| ër           | lou            | le                  | il                               | (arl) en fait dans ër le r se prononce comme avalé par un l                          |
| camin        | camin          | chemin              | cammino                          | (camin)                                                                              |
| ciabòtu      | cabana         | cabane              | rifugio (mais aussi "capanno")   | (tchabhauttou)                                                                       |
| lei trei ure | es tre oura    | il est trois heures | le (ore) tre                     | (là aussi et comme partout le r est avalé et le u se prononce en une longue syllabe) |
| ër tendascu  | lou tendasc    | le tendasque        | il tendasco                      | (téndAchkou)                                                                         |
| marši        | mercì , gràcia | merci               | grazie                           | (marlchi)                                                                            |
| bundì        | bouònjoù       | bonjour             | buongiorno (mais aussi "buondì") | (boundi)                                                                             |

Voir tendasque pour plus de détails sur ce dialecte.

### Spécialités
Les Sugelli sont une variété de pâtes très appréciée avec du gibier.

## Héraldique
| Blason de Tende | Blason  | Écartelé : au 1er et au 4e de gueules à la croix d'argent, à la traverse de sable brochant sur le tout, au 2e et au 3e contre-écartelé : au 2e-1er, au 2e-4e, au 3e-2e et au 3e-3e d'or à l'aigle bicéphale de sable, aux autres, de gueules au chef d'or. |
| Blason de Tende | Détails | Les armoiries correspondent à la croix de Savoie, dont Tende est affilié de 1576 à 1861, ainsi qu'à celui des Lascaris de Vintimille. Le statut officiel du blason reste à déterminer.                                                                     |

## Personnalités liées à la commune
- Jouan Nicola, compositeur, y est décédé en 1974.
- Béatrice Lascaris de Tende.
- René de Savoie, comte de Villars (1497) et de Tende (1501).
- Claude de Savoie. C'est le fils aîné de René de Savoie, dit le « Grand bâtard de Savoie », comte de Villars et de Tende, et de son épouse Anne Lascaris, comtesse de Tende.